# Campeonato Mundial de Biatlón de 2006
El XLII Campeonato Mundial de Biatlón se celebró en la localidad alpina de Pokljuka (Eslovenia) el 12 de marzo de 2006 bajo la organización de la Unión Internacional de Biatlón (IBU) y la Federación Eslovena de Biatlón. Solo se disputó la competición de relevo mixto, prueba que no formó parte del programa de los Juegos Olímpicos de Turín 2006.

## Resultados

### Mixto
| Evento                              | Oro                                                                                    | Plata                                                                                       | Bronce                                                                                    |
| ----------------------------------- | -------------------------------------------------------------------------------------- | ------------------------------------------------------------------------------------------- | ----------------------------------------------------------------------------------------- |
| Relevos 2 × 6 km + 2 × 6 km (12.03) | Rusia · Anna Bogali · Serguei Chepikov · Irina Malguina · Nikolai Kruglov · 1:16:24,83 | Noruega · Linda Grubben · Halvard Hanevold · Tora Berger · Ole Einar Bjørndalen · 1:17:18,5 | Francia Florence Baverel-Robert Vincent Defrasne Sandrine Bailly Raphaël Poirée 1:18:23,0 |

## Medallero
| Núm. | País    | Oro | Plata | Bronce | Total |
| ---- | ------- | --- | ----- | ------ | ----- |
| 1    | Rusia   | 1   | 0     | 0      | 1     |
| 2    | Noruega | 0   | 1     | 0      | 1     |
| 3    | Francia | 0   | 0     | 1      | 1     |
|      | TOTAL   | 1   | 1     | 1      | 3     |